# 다샤라타 마우리아
다샤라타 마우리아(산스크리트어: दशरथ मौर्य)는 제4대 마우리아 황제로, 기원전 232년부터 기원전 224년까지 마우리아 제국을 다스렸다.
일반적으로 다샤라타 마우리아는 아소카의 손자이자 그를 계승하여 마우리아 황제가 된 것으로 알려져 있다. 그는 아소카의 종교 및 사회 정책을 계승하였지만, 그럼에도 불구하고 다샤라타의 치세 동안 마우리아 제국은 쇠퇴하기 시작하고 제국의 여러 영토는 점차 중앙 통치에서 떨어져나갔다. 다샤라타는 마우리아 제국에서 마지막으로 황실 비문을 발행한 황제이다.

## 생애
다사라타는 마우리아 황제 아소카의 손자였다. 바유 푸라나를 포함한 일부 문헌에서는 아소카 이후 마우리아 황제에 다른 이름과 수를 부여하기도 했지만, 일반적으로 다샤라타는 아소카로부터 마우리아 제국의 제위를 계승받은 것으로 간주되고 있다. 아소카의 손자 중에서 가장 자주 언급되는 두 사람은 삼프라티와 다샤라타이다. 후자는 비슈누 푸라나에서 수야샤스(아소카의 아들)의 아들이자 제국의 후계자로 묘사되고 있으며, 수아샤스는 아소카의 아들 쿠날라의 다른 이명이라는 가설이 제기되었다.
역사가 빈센트 스미스와 로밀라 타파르는 아소카의 죽음 이후 쿠날라와 다샤라타 사이 시기에 발생한 마우리아 제국의 분열에 대한 대중적인 이론을 발전시켰다. 일부 문헌에서 제국의 분열은 삼프라티와 다샤라타 사이에 있었던 것으로 기록되어 있으며, 후자는 파탈리푸트라를 수도로 하는 동부 제국을 보유하고 있으며, 전자는 우자인을 수도로 하는 서부 제국을 보유하고 있다고 기록되어 있다. 그러나, 스미스는 또한 이 가설을 뒷받침할 명확한 증거가 없다고도 썼다.
바유와 브라흐만다 푸라나에서는 세 명의 마우리아 통치자로 반두팔리타, 인드라팔리타 및 다소나가 언급되고 있으며, 이들이 다샤라타가 행정의 편의를 위해 지역 총재로 임명한 마우리아 제국의 지부의 일원이었을지도 모른다는 가설이 제기되었다.
아소카 사후 마우리아 제국의 정치적 통일성은 오래 지속되지 못했다. 다샤라타의 삼촌 중 하나인 잘랄루카는 카슈미르에 독립 왕국을 세웠다. 타라나타에 따르면, 다른 마우리아 왕자 비라 세나는 자신을 간다라의 왕으로 선언하였다고 한다. 비다라바도 분리되었다. 그리스 출처의 증거는 북서부 지방의 상실을 확인시켜 주고 있으며, 이 지역은 당시 소파가세누스(수바가세나, 아마도 비라세나의 후계자)가 통치했을 것으로 추정된다. 또한 다샤라타와 또 다른 마우리아 통치자가 관련된 제국의 동서 분열 가능성에 대한 많은 현대적 가설이 존재한다. 금석학적 증거는 다샤라타가 마가다에서 제국의 권력을 유지했음을 나타내고 있다. 그는 약한 군주이며 유능한 군사 지도자가 아니었다.
사타바하나를 포함한 남인도의 다양한 왕조들은 마우리아 제국의 봉신국이었다. 이 왕국은 아소카의 칙령(기원전 256년)에 언급되어 있으며, 마우리아 황제의 통치에 종속된 제국의 변경 일부로 간주되었다. 아소카의 죽음은 남부의 제국 권력의 쇠퇴를 유발시켰다. 다사라타는 고향의 일부 지휘권을 유지할 수 있었지만 남부 지역을 포함한 먼 정부는 제국의 통치에서 벗어나 독립하기 시작하였다. 인도 중동부에 있는 칼링가의 마하메가바하나 왕조 역시 아소카가 사망한 후 제국의 통치에서 벗어났다.
자이나교 문헌에 따르면, 사우라슈트라, 마하라슈트라, 안드라, 마이소르 지역은 아소카가 사망한 직후 제국에서 분리되었지만 다샤라타의 후계자 삼프라티(자이나교 수도사로 위장한 병사를 배치한 것으로 추정됨)에 의해 다시 정복되었다.
다샤라타는 기원전 224년에 죽었고 그의 형제 삼프라티가 마우리아 황제 자리를 계승하였는데, 다샤라타를 계승한 삼프라티는 힌두교 푸라나에 따르면 손자로 간주되는 반면에, 불교 및 자이나교 문헌에 따르면 쿠날라의 아들 즉 다샤라타의 형제로 간주된다. 두 사람 사이의 가족 관계는 밀접한 관계였던 것으로 추정되지만 정확히 무슨 관계였는지는 알려지지 않았다.

## 종교 정책

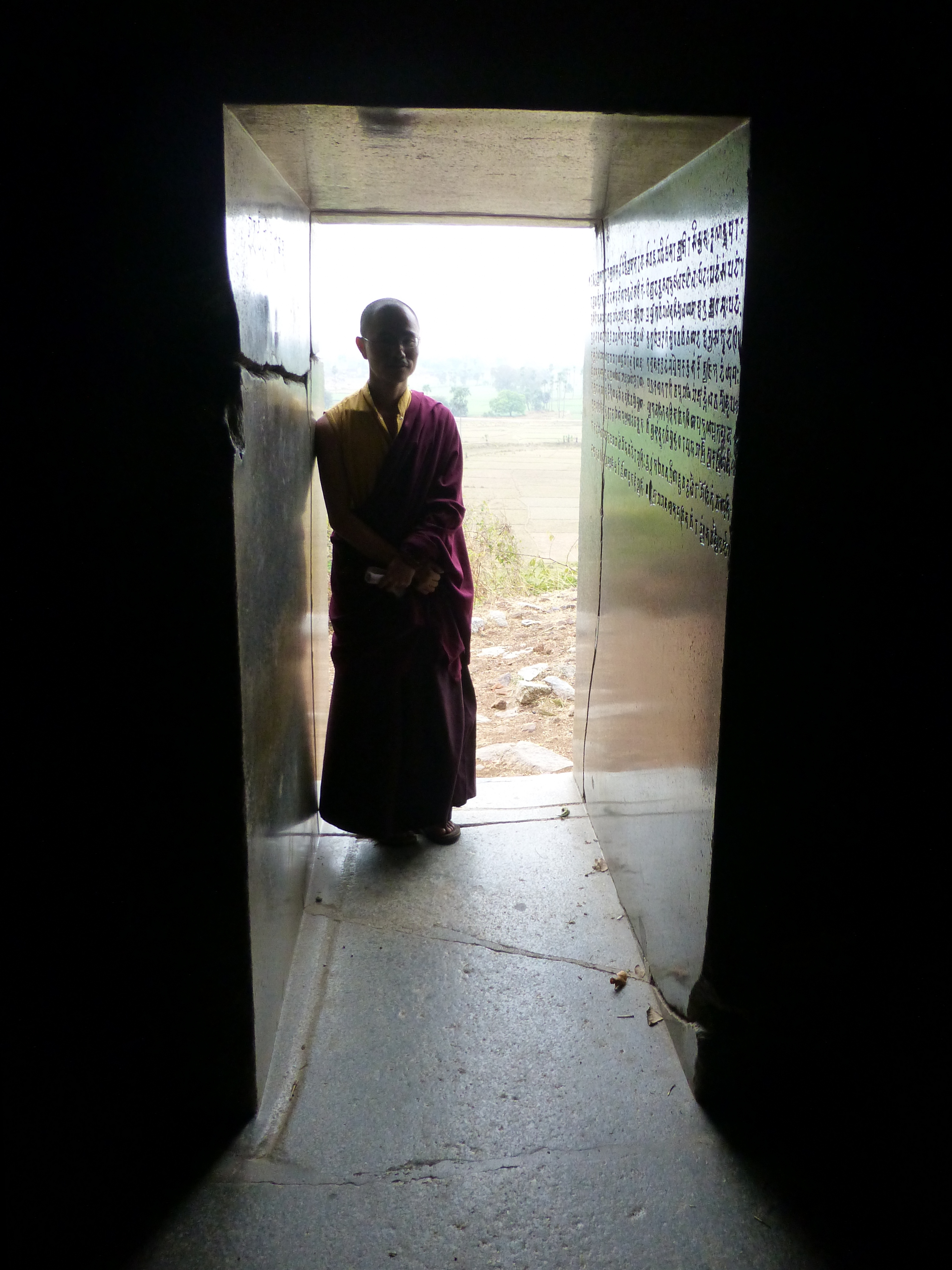
다사라타 마우리아가 건설하고 헌납한 세련된 화강암 벽이 있는 고피카 석굴 입구의 복도

아소카는 그의 비문에서 신의 지지를 보여주었다. 불교의 통치자였지만 그는 팔리어로 "신들의 사랑"을 의미하는 데바남피야라고 불렸다. 데바남피야의 칭호와 불교에 대한 마우리아 황제의 종교적 고착은 다샤라타에 의해 계속되었다.
나가르주니 석굴에는 다샤라타가 아지비카교에 헌납한 세 개의 석굴이 있는 것으로 알려져 있다. 석굴에 새겨진 세 개의 비문은 그를 "데바남피야"라고 부르며, 그 석굴은 그의 즉위 직후 그에 의해 헌납되었다고 기록되어 있다.

### 다샤라타 마우리아의 나가르주니 석굴 비문

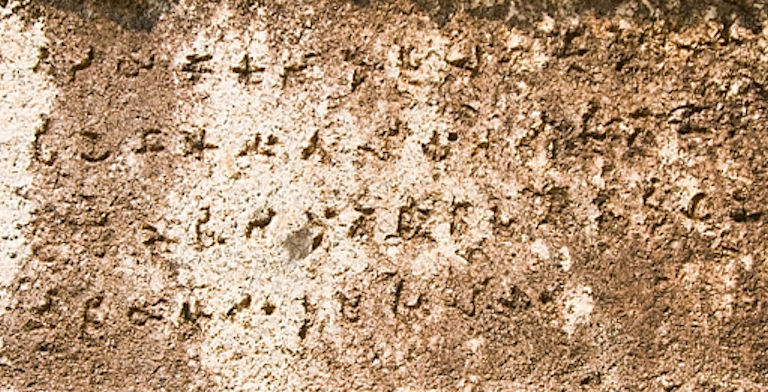
바다티카 동굴 입구 위의 다사라타 마우리아에 대한 헌납 비문.

아소카의 손자이자 정식 후계자인 다샤라타 마우리아는 바라바르 석굴의 나가르주니 그룹을 형성하는 세 가지 석굴(고피카, 바다티 및 바피야)에 봉헌 비문을 썼다. 일반적으로 그의 치세부터 건축이 시작된 것으로 간주되고 있다.
3개의 석굴은 다샤라타가 황제로 즉위할 때 아지비카교에게 헌납되었으며, 이는 기원전 230년경에 여전히 아지비카교의 교세가 활발했던 동시에 불교가 당시 마우리아의 국교가 아님을 확인시켜준다.

세 개의 석굴은 내부의 화강암 벽이 매우 고급스러운 것이 특징이다. 이는 마우리아의 세련된 기술이 아소카의 치세와 함께 사라지지 않았음을 다시 한 번 확인시켜준다.
| 한글 번역 | 브라흐미 문자로 쓰여진 프라크리트어 원문 |
| --- | ---------------------------------------- |
| 고피카 석굴의 비문 : "고피카 석굴은 해와 달이 지속될 수 있는 피난처이며, 데바남피야(신들의 사랑을 받는) 다샤라타가 그의 높이에서 왕좌에 이르기까지 가장 경건한 아지비카교도의 은신처로 만들었습니다." 고피카 석굴의 입구에 있는 다샤라타 마우리아 비문 바피야카 석굴의 비문 : "바다티 석굴은 해와 달이 지속될 수 있는 피난처이며, 다샤라타가 왕위에 올랐을 때 그가 가장 경건한 아지비카교도를 위한 은둔지로 만들기 위해 파낸 것입니다." 다샤라타 마우리아의 바피야카 비문 바다티카 석굴의 비문 : "바다티 석굴은 해와 달이 지속될 수 있는 피난처로 데바남피야(신들에게 사랑받는) 다샤라타가 왕위에 올랐을 때 가장 경건한 아지비카교도의 은둔처로 만들었습니다." |                                          |